# Comuna Lungești, Vâlcea
Lungești este o comună în județul Vâlcea, Oltenia, România, formată din satele Carcadiești, Dumbrava, Fumureni, Gănțulei, Lungești (reședința) și Stănești-Lunca.

## Demografie
Componența etnică a comunei Lungești
     Români (89,52%)
     Romi (7,4%)
     Alte etnii (3,08%)
Componența confesională a comunei Lungești
     Ortodocși (96,57%)
     Alte religii (0,25%)
     Necunoscută (3,18%)
Conform recensământului efectuat în 2021, populația comunei Lungești se ridică la 3.149 de locuitori, în creștere față de recensământul anterior din 2011, când fuseseră înregistrați 3.045 de locuitori. Majoritatea locuitorilor sunt români (89,52%), cu o minoritate de romi (7,4%). Din punct de vedere confesional, majoritatea locuitorilor sunt ortodocși (96,57%), iar pentru 3,18% nu se cunoaște apartenența confesională.

## Politică și administrație
Comuna Lungești este administrată de un primar și un consiliu local compus din 13 consilieri. Primarul, Tiberiu Costea[*], de la Partidul Național Liberal, este în funcție din 2012. Începând cu alegerile locale din 2024, consiliul local are următoarea componență pe partide politice:
|  | Partid                          | Consilieri | Componența Consiliului | Componența Consiliului | Componența Consiliului | Componența Consiliului | Componența Consiliului | Componența Consiliului | Componența Consiliului |
|  | ------------------------------- | ---------- | ---------------------- | ---------------------- | ---------------------- | ---------------------- | ---------------------- | ---------------------- | ---------------------- |
|  | Partidul Național Liberal       | 7          |                        |                        |                        |                        |                        |                        |                        |
|  | Partidul Social Democrat        | 3          |                        |                        |                        |                        |                        |                        |                        |
|  | Partidul Ecologist Român        | 2          |                        |                        |                        |                        |                        |                        |                        |
|  | Alianța pentru Unirea Românilor | 1          |                        |                        |                        |                        |                        |                        |                        |

## Personalități locale
- Ion Barnea (1913 — 2004), istoric, arheolog, membru de onoare al Academiei Române
- Gheorghe Dumitrascu, istoric, profesor, fondator al muzeului din comună și al Monumentului Eroilor din centrul comunei[necesită citare]
- Predescu Gheorghe Valeriu- general de brigada in retragere